# La Resolana
La Resolana es una localidad del estado mexicano de Jalisco. Es la cabecera del municipio de Casimiro Castillo.

## Demografía
| Gráfica de evolución demográfica |
|                                  |

| Censo | Población |
| ----- | --------- |
| 1900  | 369       |
| 1910  | 746       |
| 1921  | 363       |
| 1930  | 435       |
| 1940  | 1 261     |
| 1950  | 2 762     |
| 1960  | 3 671     |
| 1970  | 6 834     |
| 1980  | 8 947     |
| 1990  | 10 540    |
| 2000  | 10 656    |
| 2010  | 11 180    |
| 2020  | 11 543    |